# 姪
姪，或作侄，是一種親屬關係的称谓，指哥哥或弟弟的子女。称呼男性的姪為姪子、姪兒或侄，女性的姪則稱為姪女；自己为男性，對方稱呼自己作伯父或叔父，自己为女性，對方稱呼自己作姑母。現代除非從母姓，否則侄是一定與本人同姓，類同堂的性質。
原本「侄」和「姪」嚴格上是有區別的，但在大清和中華民國，「姪」是正字，「侄」是異體字。中國現行簡體字則用「侄」全面取代「姪」。依據《脂硯齋重評石頭記甲戌本》：「大舅賈赦之子賈璉娶的就是二舅母王氏之內姪女自幼假充男兒教養的學名呌王熙鳳」，清朝用「內姪」、「外姪」來區分「男方親兄弟所生子女」和「男方妻子之兄弟所生子女」。
在漢代之前，女性才會稱兄弟的子女為姪，男性稱兄弟的子女為從子、從女。
在中華文化，謙稱時可稱呼自己為“小姪”或“愚姪”；對於沒有親屬關係的後輩，可稱之為「賢姪」或「世姪」。